# Ksawery Watraszewski

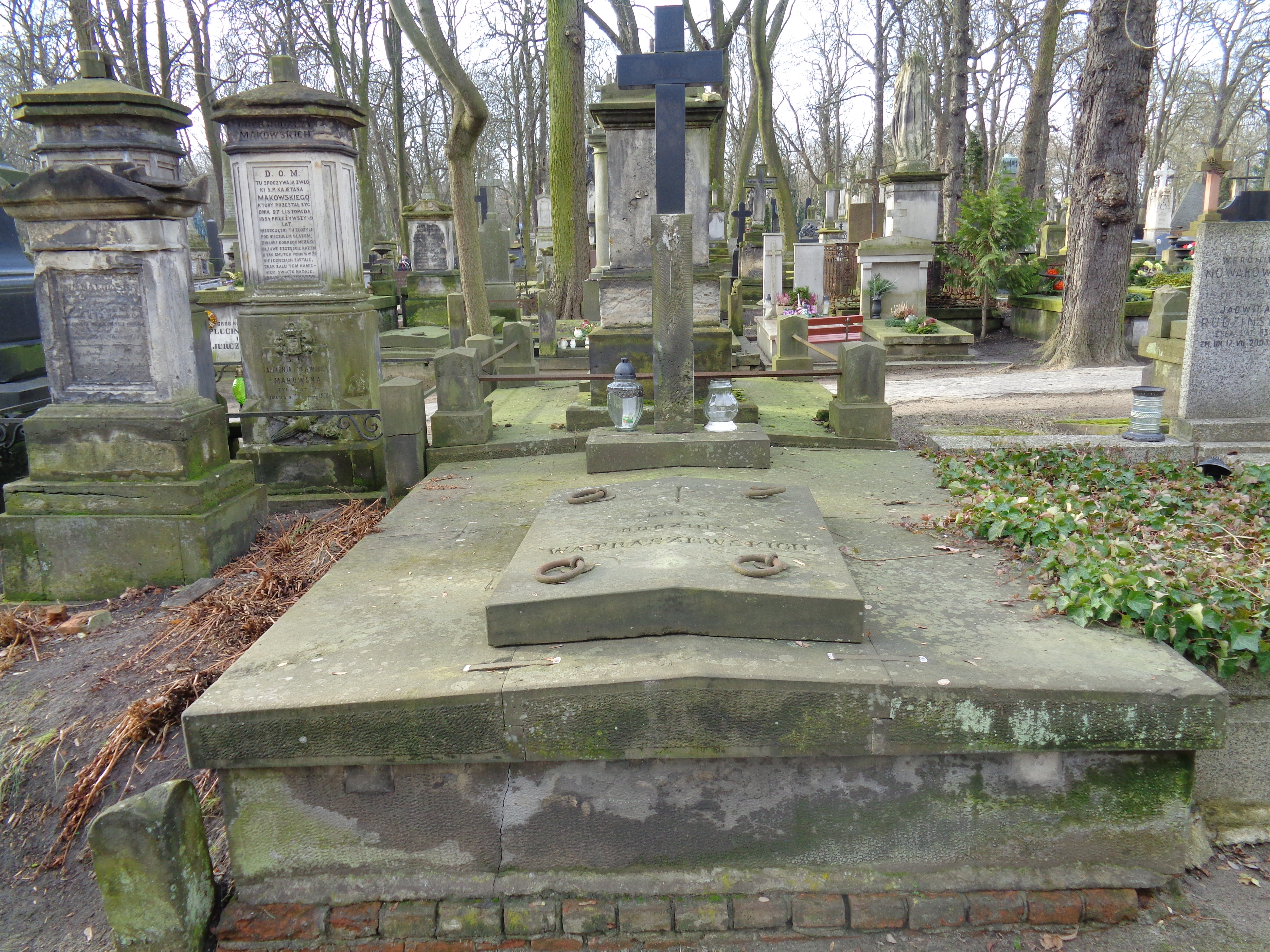
Grób Ksawerego Watraszewskiego na cmentarzu Powązkowskim

Ksawery (Xawery) Watraszewski, ps. Franciszek Habdank (ur. 6 grudnia 1853 w Warszawie, zm. 23 czerwca 1929 tamże) – polski lekarz dermatolog i wenerolog (syfilidolog), spirytysta.

## Życiorys
Urodził się w 1853. Był synem obywatela ziemskiego Marcelego Watraszewskiego (zm. 1902) i Teodory Marianny z Lemańskich (1833–1881).
Studiował medycynę na Uniwersytecie Dorpackim w latach 1872–1879. Od 1876 był asystentem kliniki chirurgicznej Ernsta von Bergmanna. Pełnił funkcję lekarza podczas wojny serbsko-tureckiej oraz wojny turecko-rosyjskiej (1877). W 1879 uzyskał stopień doktora w Dorpacie. Następnie wyjechał do Paryża i Wiednia, gdzie kształcił się w specjalizacji dermatologii oraz syfilidologii.
Po powrocie do Warszawy w 1881 został ordynatorem Szpitala Ujazdowskiego. Następnie był ordynatorem i od 1883 lekarzem naczelnym Szpitala Chorób Skórnych i Wenerycznych św. Łazarza w Warszawie. W szpitalu otworzył oddział chorób kobiecych, chorób płucnych oraz światłoleczniczy. Przyczynił się do ośmielenia ludności do wyjawienia schorzeń wenerologicznych.
Działał jako przewodniczący komitetu redakcyjnego czasopisma „Zagadnienia Metapsychiczne”. Pełnił funkcję prezesa Stowarzyszenia Filistrów Konwentu Polonia w Warszawie. Był także prezesem honorowym Polskiego Towarzystwa Metapsychicznego w Warszawie. Był członkiem komisji rewizyjnej Spółki Akcyjnej Towarzystwa Ubezpieczeń „Piast”.
2 maja 1923 został odznaczony Krzyżem Oficerskim Orderu Odrodzenia Polski „za zasługi, położone dla Rzeczypospolitej Polskiej na polu pracy obywatelskiej”. Był także kawalerem innych orderów.
Zmarł w nocy z 22 na 23 czerwca 1929 roku w Warszawie. Został pochowany na cmentarzu Powązkowskim w Warszawie (kwatera 21-5-24/25).

## Wybrane prace
- Z tajemnych dziedzin ducha. Spostrzeżenia i uwagi (Warszawa, 1917)[8]
- Z zaświatów... Rewelacje medjalne, ich istota i znaczenie (Warszawa, 1923)